# Lakes (Alaska)
Pour les articles homonymes, voir Lakes.
Lakes est une ville d'Alaska aux États-Unis dans le Borough de Matanuska-Susitna. Elle fait partie de la zone statistique métropolitaine d'Anchorage et avait une population de 6 706 habitants en 2000.

## Situation - climat
Elle se situe à l'est de Wasilla entre Wasilla et Gateway, à proximité de la Glenn Highway, à laquelle elle est reliée par des routes locales.
Les températures moyennes de janvier vont de −36 °C à 1 °C et de 6 °C à 28 °C en juillet.

## Histoire
Les alentours de Wasilla étaient appelés Benteh, ce qui signifie parmi les lacs par les Dena'inas, de langue athapascane. En 1915 la zone a été habitée par des personnes venues travailler dans le district minier de Willow Creek. En 1930 W.J. Bogard y possédait le plus important troupeau de moutons de toute la vallée. Et en 1935 quatre fermes agricoles y furent établies, dans le cadre de la mise en valeur de la culture dans la vallée Matanuska. La population continua à croître à partir de 1980.
L'économie locale est basée sur l'agriculture, bien que de nombreux habitants travaillent à Palmer, Anchorage ou Wasilla ou pratiquent des activités commerciales et de service localement.
La ville est reliée à Anchorage par la George Parks Highway, la Glenn Highway et les routes locales qui y mènent. Le chemin de fer de l'Alaska permet de rejoindre Seward et Fairbanks. Les aéroports les plus proches se trouvent à Palmer et à Wasilla et il existe de nombreuses pistes privées d'aérodromes, tandis que les hydravions peuvent arriver sur le lac de Wasilla et sur le lac Lucille.

## Sources et références
- (en) CIS

- (en) Cet article est partiellement ou en totalité issu de l’article de Wikipédia en anglais intitulé « Lakes, Alaska » (voir la liste des auteurs).